# Trafalgar (musikalbum)
Trafalgar släpptes 1971 och var den brittisk-australiensiska popgruppen Bee Gees sjunde album. Singeln "How Can You Mend a Broken Heart?" var Bee Gees första singel som nådde placeringen #1 i USA.

## Låtlista
Sida ett
1. "How Can You Mend a Broken Heart?" (Barry Gibb/Robin Gibb) – 3:58
2. "Israel" (B. Gibb) – 3:44
3. "The Greatest Man in the World" (B. Gibb) – 4:17
4. "It's Just the Way" (Maurice Gibb) – 2:33
5. "Remembering" (B. Gibb/R. Gibb) – 4:01
6. "Somebody Stop the Music" (B. Gibb/M. Gibb) – 3:31

Sida två
1. "Trafalgar" (M. Gibb) – 3:53
2. "Don't Wanna Live Inside Myself" (B. Gibb) – 5:24
3. "When Do I" (B. Gibb/R. Gibb) – 3:57
4. "Dearest" (B. Gibb/R. Gibb) – 3:52
5. "Lion in Winter" (B. Gibb/R. Gibb) – 3:59
6. "Walking Back to Waterloo" (B. Gibb/M. Gibb/R. Gibb) – 3:51